# Рёр-Брайнин, Софи
Софи Рёр-Брайнин (также Зофья Брайнин, в Польше известна как Zofia Brainin или Brajnin, в Венгрии как Zsófia Brajnin, в Италии как Sophia Brajnin, в Голландии как Sophie Brajnin-Röhr, в Германии как Sofie или Sophie Röhr-Brajnin; 2 января 1861, Белосток, Российская империя, сегодня Польша — 5 января 1937, Мюнхен) — польско-немецкая оперная певица (сопрано).

## Биография
Родилась в еврейской семье. Вокальное образование получила в Варшаве и у Матильды Маркези в Вене. Дебютировала в Варшавской опере в роли Аиды в 1883, в том же году выступила в партии Гальки в одноимённой опере С. Монюшко.
В 1883—1885 годах выступала в итальянских оперных театрах: в Вероне (в операх Дж. Верди «Двое Фоскари», «Набукко», «Бал-маскарад»), в Милане («Бал-маскарад» в театре «Даль Верме»), в Мессине, Ливорно, Риме, в 1886 году во Флоренции. В 1885 году имела сенсационный успех в Варшаве в партии Нормы в одноимённой опере Беллини.
Продолжила образование в Париже у Полины Виардо. В 1886—1888 годах выступала на сценах Кролль-оперы и Придворной оперы в Берлине (в частности, в роли донны Анны в «Дон Жуане» Моцарта). «Новая берлинская музыкальная газета» называет её «русской певицей»:
…in Berlin anwesende russische Sängerin, Fr. Sophie Brajnin, als Donna Anna…
 За этим последовали ангажементы в театрах Нюрнберга и Бреслау (Breslauer Oper). Гастролировала в Кенигсберге, Мангейме, Висбадене, Лейпциге, Будапеште, Базеле. В конце марта и в начале апреля 1889 года исполнила в Дрезденском придворном театре главные женские роли в операх Дж. Мейербера «Роберт-Дьявол» и «Гугеноты». В 1892—1893 годах была занята в оперном театре Дюссельдорфа.
Наибольший успех имела в драматических ролях и в вагнеровских партиях (в частности, задокументировано её выступление в роли Изольды в опере «Тристан и Изольда» в Роттердаме 22 марта 1890 года).
После Дюссельдорфа не брала постоянных ангажементов, последовав за своим мужем, дирижёром и композитором Гуго Рёром в Мюнхен, где в 1898—1899 годах выступала в качестве приглашённой певицы в Баварской придворной опере. Участвовала в исполнении «Страстей по Матфею» Баха в лейпцигской церкви Святого Фомы 16 апреля 1897 года под управлением А. Никиша.

Впоследствии вела педагогическую деятельность в качестве преподавателя бельканто. Среди её учеников были сопрано Берта Морена (Berta Morena), Элизабет Ангельрот (Elisabeth Angelroth), Эльфе Блант (Elfe Blant), Клэр Шультнес (Claire Gerhardt-Schultheß, известна также как Claire Hansen-Schulthess), тенор Джузеппе Гауденци (Giuseppe Gaudenzi)
… Gaudenzi went to Munich to study with Sophie Brajnin and then to Italy for work with Hugo Rohr…
и др.
Эжен д’Альбер посвятил Софи Рёр-Брайнин песни из опуса 17.

## Дополнительные источники
- Архив Венгерской государственной оперы (недоступная ссылка)  (венг.)
- Ottmar G. Flüggen. Biographisches Bühnen-Lexikon der Deutschen Theater. — A. Bruckmann: München 1892
- Gian Paolo Marchi. La spada di sambuco: cinque percorsi salgariani. — Fiorini: Verona 2000
- August Ludwig Degener. Degeners Wer ist’s? . — Verlag Herrmann Degener: Berlin 1935
- Salomon Wininger. Grosse jüdische National-Biographie: mit mehr als 8000 Lebensbeschreibungen. Ausg. 7. — Czernowitz: 1936
- Takashi Numaguchi. Beethovens «Missa solemnis» im 19. Jahrhundert: Aufführungs- und Diskursgeschichte. — Verlag Christoph Dohr: Köln 2006